# Thomas Sopwith
Sir Thomas Octave Murdoch Sopwith (Kensington, 18 de janeiro de 1888 – Hampshire, 27 de janeiro de 1989) foi um pioneiro da aviação inglês e também um iatista.

## Histórico
Um dos oito filhos do engenheiro civil Thomas Sopwith (filho mais novo e único homem), cursou o ensino básico na Cottesmore School em Hove e no Seafield Park engineering college em Hill Head.
Quando ele tinha dez anos, uma arma que estava sobre sua perna caiu e disparou acidentalmente, matando seu pai. Esse acidente marcou Sopwith pelo resto de sua vida.
Seus interesses abrangiam: motociclismo, balonismo. Na sua juventude, ele foi um bom jogador de hokey.
Seu interesse pela aviação foi despertado quando viu John Moisant efetuar a primeira travessia do Canal da Mancha com passageiro. Seu primeiro voo foi com Gustave Blondeau num Farman em Brooklands. Sua primeira tentativa de voo solo ocorreu em 22 de outubro de 1910. Ele caiu depois de apenas 275 m, mas logo melhorou seu desempenho e já em 22 de Novembro daquele ano, obteve do Royal Aero Club sua licença, a de número 31, voando um Biplano Howard Wright.
Em 18 de dezembro de 1910, Sopwith ganhou um prêmio de £ 4 000 por executar o mais longo voo entre a Inglaterra e o continente, num avião construído na Grã Bretanha, voando 272 km em 3 horas e 40 minutos. Ele usou o prêmio para criar a Sopwith School of Flying em Brooklands.
Em junho de 1912, Sopwith com Fred Sigrist e outros, criaram a Sopwith Aviation Company, inicialmente em Brooklands. Em 24 de outubro de 1912, usando um Wright Model B completamente reconstruído por Sopwith, equipado com um motor ABC de 40 hp, Harry Hawker ganhou o prêmio British Michelin Endurance com um voo de 8h e 23 m.
A Sopwith Aviation recebeu o seu primeiro pedido de aviões militares em novembro de 1912, e em dezembro mudou-se para maiores instalações em Kingston upon Thames. A companhia produziu mais de 18 000 aviões para as forças aliadas durante a Primeira Guerra, incluindo 5 747 do famoso caça monoposto, Sopwith Camel. Sopwith foi condecorado com a Ordem do Império Britânico em 1918.
Falido depois da guerra devido às altas taxas sobre o lucro, ele entrou novamente no negócio de aviação alguns anos depois com uma nova empresa, batizada em referência ao seu engenheiro chefe e piloto de testes, Harry Hawker. Sopwith tornou-se o presidente da nona empresa, a Hawker Aircraft. Depois da nacionalização do que já havia se tornado a Hawker-Siddeley, ele continuou trabalhando como um consultor da companhia até 1980.